# 羅黃裳
羅黃裳（1522年—？），字美至，廣東肇慶府高明縣人，民籍，明朝政治人物。

## 生平
嘉靖二十八年（1549年）己酉科廣東鄉試第六十二名舉人。嘉靖三十八年（1559年）中式己未科會試第五十三名，三甲第一百零四名進士。授吉水令，以直道忤权豪，调云梦。擢大理评事，恤刑江南，厯平乐知府，晋贵州副使，乞休归里。

## 家族
曾祖羅甫；祖父羅經；父羅禎，母譚氏。严侍下。兄羅衣。弟羅方（省祭官）、羅黄卷、羅黄鍾。
弟羅煥章，同榜舉人。